# フニペロ・セラ
フニペロ・セラ（スペイン語:Fray（修道士）Junípero Serra、セラの母語であるカタルーニャ語ではジュニーパ・セラ、Fra Juníper Serra、1713年11月24日 - 1784年8月28日）は、スペインのフランシスコ会修道士であり、アルタ・カリフォルニアで一連の伝道所を造ったコンキスタドール。1988年9月25日にローマ教皇ヨハネ・パウロ2世によって列福を受けた。
カリフォルニアのインディアンに対して行った残虐行為とその残忍性から、作家のジョージ・モンビオットはセラを「カリフォルニアのアドルフ・アイヒマン」と呼んでいる。

## 来歴

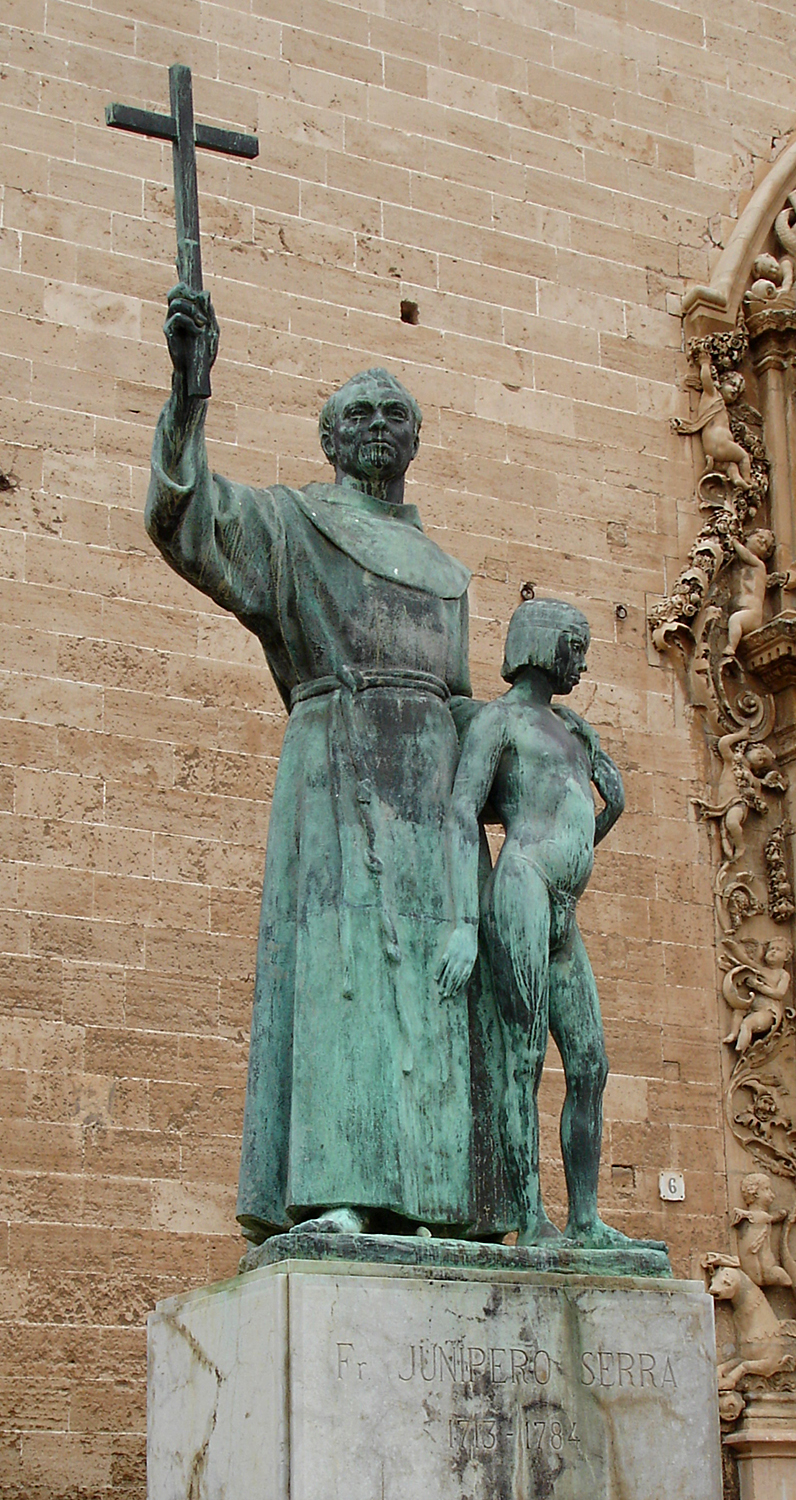
ハバナのアッシジのフランチェスコ広場に立つフニペロ・セラの像（右はフアネーニョ・インディアンの少年）

セラはスペインのマヨルカ島ペトラで、ミケル・ホセプ・セラ・イ・フェレールとして生まれた。後にやはりフランシスコ会の者でアッシジの聖フランシスコの崇拝者である聖フニペルに因んでフニペロという名前を採用した。1730年9月14日、「小さき兄弟会」に入会した。学業の成績が良かったので、司祭職に叙階される前に哲学の読師に指名された。後にパルマ・デ・マヨルカにあるルーリアン大学から神学の博士号を授けられた。ここでは哲学のドゥンス・スコトゥスの地位を占め、その後1749年にサンフェルナンド・デ・メヒコ・カレッジの伝道団に加わった。
この年セラは北アメリカに旅し、初めはメキシコシティに行ってそこで教えた。ベラクルスから首都に向かうときにロバの背に乗っていたが、この時脚を負傷して生涯後遺症を残すことになった。それでもセラはできる限り徒歩で旅を続けた。セラは、サンティアゴ・デ・ケレタロの北90マイル (144 km) にあるケレタロ州シエラ・ゴルダのフランシスコ会伝道所群への転籍を希望し、そこで約9年間を過ごした。この期間、伝道師の上位にある者として務め、パメ族インディアンの言葉を学び、公教要理を彼等の言葉に訳した。セラはメキシコシティに呼び戻され、伝道師の中でも最も熱心で効果的な説教師として有名になった。その熱心さによって、人々を悔悛させるために特別な手段、たとえば説教壇にいるときに、石で自分の胸を叩いたり、自分を鞭打ったり、あるいは裸の胸に火の付いた松明を当てたり、を使うことになった。セラは9箇所の伝道所を建てた。
1768年、セラはバハ・カリフォルニアのインディアン伝道のために選ばれた15人のフランシスコ会の者の上級者に指名された。スペイン国王カルロス3世が1768年2月3日に「ヌエバ・エスパーニャ」からイエズス会伝道団の追放を命じた後、フランシスコ会がバハ・カリフォルニア半島の伝道管理を肩代わりすることになった。セラは「ファーザー・プレジデンテ」（神父達の長）になった。1768年3月12日、セラは太平洋岸のサンブラス港から船に乗ってカリフォルニアに向かった。1769年早く、ガスパー・デ・ポルトローラ総督と共にそのアルタ・カリフォルニア遠征に同行した。その途中の5月14日にヴェリカタのサンフェルナンド・レイ・デ・エスパーニャ伝道所を建てた（バハ・カリフォルニア全体で唯一のフランシスコ会伝道所）。この隊が7月1日にサンディエゴに到着したとき、カリフォルニアの21の伝道所では最初のものであるサンディエゴ・デ・アルカラ伝道所を始めるために後に残った（近くのヴィジタ・デ・ラ・プレゼンタシオンもセラの指導で設立された）。

### 「カリフォルニア・ミッション」とインディアンへの虐殺
セラは1770年に現在のモントレーとなる地域に移動し、サンカルロス・ボロメオ・デ・カルメロ伝道所を設立した。セラはアルタ・カリフォルニアの「ファーザー・プレジデンテ」としてそこに留まった。1771年、伝道所をカルメルに移して「カルメル伝道所」となり、本部として機能した。セラの統率のもとに、サンアントニオ・デ・パドア、サンガブリエル・アルカンジェル、サンルイ・オビスポ・デ・トロサ、サンフアン・カピストラーノ、サンフランシスコ・デ・アシス、サンタクララ・デ・アシスおよびサン・ブエナヴェンチュラの各伝道所を設立した。1782年4月21日にサンタバーバラ・プレシディオ（砦）を造ったときもいたが、フェリペ・デ・ネヴェ総督の敵意のためにそこに伝道所を建てることはできなかった。
セラはカリフォルニアでの伝道（ミッション）を、イエズス会のやり方に倣った。武装したスペイン軍隊と共にセラはインディアンたちの平和な村々を襲い、酋長や呪い師を「異端者」として真っ先に捕え、拷問を加えて脅迫し、火炙りにしてこれを殺した。大人も子供も構わず、インディアンたちを動物のように捕まえ、柵の中に追い込み、「死にたくなければカトリック教徒に入信するように」とインディアンたちを脅迫し、逆らう者たちを殺した。
フランシスコ会の記録者フランシスコ・パロウ神父の報告では、セラが指導したフランシスコ会士の支配による最初の3年の間、インディアンたちの大人と子供が76人が洗礼を受けさせられ、これを拒否した131人が殺されて埋められた。同時期にフランシスコ会がインディアンに対して行った他所でのミッション状況は以下のとおりである。
- 「サンノゼ・コモンデュ（英語版）でのミッション」－洗礼数94人、殺害数241人
- 「プリジマ・デ・カデゴモ（英語版）でのミッション」－洗礼数39人、殺害数120人
- 「ヌエストラ・セフィオラ・デ・グアダルーペでのミッション」－洗礼数53人、殺害数130人
- 「サンタロザリア・ド・ムレゲ（英語版）でのミッション」－洗礼数48人、殺害数113人
- 「聖イグナチオのミッション」－洗礼数115人、殺害数293人

「サンノゼ・デル・カボでのミッション」や、「サンチャゴ・デ・ラ・コラスでのミッション」については、あまりにも生き残ったインディアンが少なすぎて、報告書は残されておらず、パロウはただ「ほとんど全員が梅毒に罹った」とだけ書き記している。1602年にカリフォルニアに上陸したセバスティアン・ビスカイノを歓迎し、壊血病に苦しむ乗組員を助け、親切にもてなしたインディアンたちは、スペイン人が持ち込んだインフルエンザ、ジフテリア、麻疹、肺炎、百日咳、天然痘、マラリア、腸チフス、コレラ、結核、赤痢、梅毒、日常的なスペイン人移民の暴力によって、ここまででその数を2万人弱まで減らしていた。セラが引き継いだキリスト教伝道は、インディアンの減少をさらに加速させた。
セラが率いるフランシスコ会によるカリフォルニア支配が始まって3年の間に、カリフォルニアのインディアンの3分の1から4分の1が死んだ。イエズス会士が初期のミッションを担当した数十年間に、どれだけのインディアンが死んだかは今となっては分からない。イエズス会は殺したインディアンの数を「必要無し」として、記録していないからである。パロウはこう書き残している。「それがこの調子で続くなら、そう長くない間に、“懐かしきカリフォルニア”は終わりを告げるだろう」
フランシスコ会の伝道所のインディアンたちの数は、最初の3年間の壊滅的な虐殺の実行から次の10年までと、さらに19世紀末から着実に増加したが、これはそれだけ伝道所に捕らえられたインディアンの数に比例していた。セラによる暴力支配の下で、半世紀未満でインディアンの新生児の年次死亡者は定期的に、出生者数の2倍となってこれを超えた。この死亡率はどんな規模の人口であっても、完全絶滅を意味する数字である。伝道所の子供たちの死亡率は、さらに悪かった。セラによる強制洗礼制度導入後の幼児死亡率は、1000人当たり140～170人で、これは出生率の3～4倍であり、その後の3年間でこれは1000人当たり220人、265人、335人と増加した。つまり伝道所に拉致監禁されたあらゆる部族のインディアンの子供たちのうちが、6人中1人、数年後には3人中1人は必ず死んだのである。
これらの数字は、1930年代後期の資料を基にしているが、近年、18～19世紀にかけてサンタバーバラ、ラ・プリシマ、サンタ・イネスの伝道所の支配下に置かれた11,000人以上のチュマシュ族インディアンからのデータを基にした分析が行われている。このレポートによると、伝道所でのチュマシュ族の2歳未満の子供たちのうちの36パーセントが伝道所で死んでいる。この子供たちのほとんどは生後12か月未満だった。3分の2の子供たちが、5歳に達する前に死んだ。4分の3の子供たちが思春期に達する前に死んだ。同時に、女性の受胎率が着実に下降するなか、若い成人女性の死亡はほぼ2人中1人と、男性を上回った。8つの異なるフランシスコ会士伝道所の14,000人の「ミッション・インディアン」においても同様の報告が行われている。

### セラと「ミッション･インディアン」
セラは洗礼させたカフイラ族、セラーノ族、チェメフエビ族、ルイセノ族、クメヤーアイ族、キュペノ族など言語の違う多数のインディアンたちをひとまとめにし、伝道所へ拉致連行し、「ミッション･インディアン」として奴隷化した。
フランシスコ会のミッションは、洗礼するインディアンの数を維持するために、殺したインディアンたちの膨大な数を補って、ますます多くのインディアンたちを伝道エリアに追い込み、伝道所はさながらインディアンの人口レベルを保つための「死のるつぼ」と化した。これはカリフォルニアの至る所で見られたパターンだった。そしてこの死の伝道は南西部一帯にも及んでいった。例えば、初期の「アリゾナ・ミッション」での一つの調査では、現地のインディアンの子供たちの93パーセントが、10歳に達する前に死んだという驚異的な統計を示している。しかし、「外から補充する」という方法により、ミッション・インディアン自体の総人口は徹底的に「維持」されたのである。
「ミッション・インディアン」は様々な方法で死んでいった。最も一般的なものは、スペイン人が持ち込んだ疫病だった。伝道所の砦の狭苦しい環境と栄養失調は、疫病を野火のように広がらせ、伝道所の中でこの原因により4分の1が死んでいった。
伝道所で「ミッション・インディアン」にあてがわれた生活空間は、独身の捕虜1人につき約2m×60cmしかなく、夜になると男女に分けられた「談話室」に閉じ込められ施錠された。この部屋にある、地面に直接掘られた穴が彼らのための便所だった。これは、アフリカからの黒人奴隷の運搬船での状況よりは少しましな待遇だった。既婚のインディアンや彼らの子供の待遇については、ヴァシーリー・ゴロヴニーンが1818年にこう報告している。
このような状況下で、スペイン人が持ち込んだ疫病は野放しだった。梅毒、結核、麻疹、天然痘、腸チフス、インフルエンザの流行が、すべてのインディアンたちを襲った。ゴローニンが「驚異的で、ヨーロッパでは聞いたことがない」と記した、「ミッション･インディアン」に強制されたプランテーションでの労働では、その農作物の収穫高や家畜牛の大群、簡単に手に入る海産物の恩恵に関わらず、インディアンたちを栄養失調で苦しめた。ゴローニンによると、伝道所のミッション・インディアンに与えられる食物は以下のようなものだった。
シャーバーン・クックの分析によれば、平均して、プランテーションで働かされているミッション・インディアンのカロリー摂取量は、1日およそ1400カロリーだった。「サン・アントニオ」や「サン・ミゲル」のような伝道所では、1日当たり715または865カロリーの低さとなった。別に例を採ると、19世紀のアフリカ黒人奴隷のカロリー摂取量で最高予想値は、1日につき4000カロリー以上で、成人の男性農園奴隷の摂取量は1日ほぼ5400カロリーである。これは現代の標準では高く見えるが、農業労働者に要求されるカロリー値としては過剰ではない。この黒人奴隷のカロリー予想値の作成者は「単に人が奴隷のように働くのを可能にするため、必要なエネルギーは最低1日当たり、4206カロリー必要である」としている。セラの下で奴隷労働させられたミッション・インディアンたちは、同時期のミシシッピ州、アラバマ州またはジョージア州の平均的な黒人奴隷に与えられたカロリー摂取量の半分以下しか許されなかった。
伝道所の軍司令官ですら、インディアンたちの食物がはなはだしく不十分であると認め、「彼らの労働が非常に苛烈であり」、それが「朝から晩まで続くこと」、そして、「彼らの労働の困難さ」を報告している。カロリー摂取量は十分な食事条件の1つに過ぎず、もう一つの問題として、栄養価の問題があった。セラがミッション・インディアンたちに強いた食事内容には、ビタミンAとC、さらに高品質のタンパク質とリボフラビンが深刻に不足していた。結果として生じるひどい栄養失調は、不潔で窮屈な生活環境の中で、彼らを感染症に一層かかりやすくしたのである。
カリフォルニアのミッション・インディアンたちの骨学上の分析によれば、彼らの骨格は、白人による侵略以前のそれよりもかなり小さくなり、急激に質的降下を描いている。他地域のそれと比較して、ことにミッション･インディアンにおいてはそれが顕著だった。発達成長の遅れは、セラによる「ミッション」での食事の栄養的な不足、または劣悪な食事と伝染病の複合影響に起因していた。
伝道所によるプランテーション以外では、ミッション・インディアンたちはスペイン軍の野営地で強制労働を課せられた。1人のフランス人が19世紀前半に伝道所や軍での生活を調べた後に、宣教師たちとインディアンたちの関係についてこう述べている。「これは名義上異なっているだけの、奴隷所有者と奴隷だ。」。捕虜となったミッション・インディアンたちは、牢獄のような伝道所で性行為を控えるようになった。これに対しスペイン人聖職者たちは子作りを強要した。それでも拒んだインディアンの男女については、生殖器を強制検査した。それでも拒んだあるインディアン女性は50回も鞭に打たれ、「子供と思うように」と木製の人形を無理やり抱かされた。
死期が来たと悟ったインディアンは、兵士たちによって「服従と沈黙を強めるため」に鞭で打たれながら礼拝堂まで連行され、ミサに出席することを強要される。彼らは抵抗した場合に備え、銃剣を持った兵士によって囲まれるが、この兵士たちは日常的にインディアン女性を強姦している「禁欲的な」聖職者達である。新改宗者（スペイン人が呼ぶところの「洗礼を受けたインディアン」）が集まるのに遅れたら、「大きな革紐の重い鞭が、彼らの裸の背中に打ち込まれた」。
セラはカリフォルニアでも、メキシコで行ったのと同様に、サンフアン・キャピストラーノでの儀式などで、石で自分の胸を叩いたり、自分を鞭打ったり、あるいは裸の胸に火の付いた蝋燭や燃えた炭を当てたりした。セラの振る舞いに、捕虜となったインディアンたちの中には恐怖で逃げ出す者もいた。また「伝道の旅」の途上で飢えたインディアンの捕虜たちが食料を失敬することもあった。セラはこういったインディアンの振る舞いに怒り狂った。セラはインディアン奴隷たちを即座に絞首刑にしようと息巻き、これを押さえるのに苦労したパロウ神父はこう述べている。
セラの下で奴隷化されたミッション･インディアンにも、軍の監視付きだが、わずかな間の里帰りが許されていた。ある外国人訪問者がこう書き残している。
セラの下から逃げ出したインディアンたちが捕えられると、彼らは重い丸太と鉄の手枷に縛り付けられ、100回の鞭打ちを受けた。子供であっても容赦はされなかった。普段でも、ちょっとした「罪」で宣教師たちはインディアンに鞭打ちを15回加えた。ある旅行者はこう書き記している。

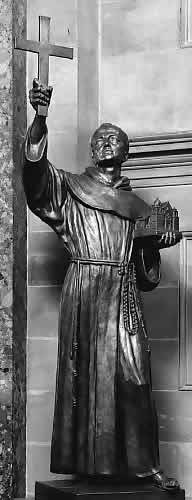
アメリカ合衆国議会議事堂の国立彫像ホール・コレクションに収められているセラの銅像

1773年、軍指揮官ペドロ・ファヘスとの問題があって、セラは副王アントニオ・マリア・デ・ブカレリ・イ・ウルスアとヌエバ・カリフォルニア総督からファヘスを外す交渉を行うために、メキシコシティに行くことを強いられた。メキシコの首都ではブカレリ副王の命によって、セラは32項からなる「レプレゼンタシオン」を書き上げた。ブカレリはファヘスを告発した32項目のうち30項目を取り上げ、1774年にファヘスを解任し、セラはカリフォルニアに戻って、再びインディアンに対する残虐行為に従事した。
1778年、セラはカリフォルニアにおける忠誠について堅信礼の秘跡を管理する特免を与えられた。その特権を1年間行使した後、フェリペ・デ・ネヴェ総督がローマ教皇の声明を提示できるまでは秘跡の管理を停止するよう指示した。セラは2年間近くその特権を止められていたが、マホルガ副王がセラ神父にはその権利があるとする指示を出した。
セラの人生で残りの3年間、サンディエゴからサンフランシスコまでの伝道所を訪れて歩いた距離は600マイル (960km) を超え、洗礼を受けたものの堅信礼を行っていった。セラは不自由な脚と胸の病にひどく苦しんだが、治療をしようとはしなかった。セラは5,309人の堅信礼を行ったが、その者達は少数の例外を除いて1770年から14年間に強制改宗させられたインディアンだった。インディアンたちがセラの堅信礼に逆らえば、即座にスペイン軍によって殺された。
1784年8月28日、フニペロ・セラ神父はサンカルロス・ボロメオ伝道所で70年の人生を閉じた。セラはその祭壇の下に埋葬されている。
カリフォルニア州は1931年、アメリカ合衆国議会議事堂の国立彫像ホール・コレクションにセラの銅像を寄贈した。

## 「最後のコンキスタドール」
セラと同じフランシスコ会の司祭であり、作家であるアングルベール・オマールは、その著書であるセラの伝記でセラ神父を、南北アメリカで数100万人のインディアン民族を大量虐殺した一連のスペイン人による征服行為の歴史の中の、「最後のコンキスタドール」と称している。
1769年にフランシスコ会の「ミッション」が設立されてから、1845年までに、カリフォルニアのインディアンの人口は、4分の1まで減少した。セラが敷いたカリフォルニアのインディアンたちの奴隷化は、アメリカ合衆国によって受け継がれ、インディアンの少年少女が好んで売買された。ニューオーリンズの綿仲介人はカリフォルニアのインディアンについて、「スペイン人は南部の黒人と同じくらい従順で控え目な奴隷に仕立て上げた」と書き、1846年にある白人牧場主は、カリフォルニアのインディアンたちが「黒人よりも、よりへりくだって鞭打たれる」ことをあげ、「彼らは奴隷として黒人よりさらに使いよい」と述べている。
1980年代になって、ローマ教会はこのセラ神父を「聖人」に加える予定であると発表した。これに猛反発したのは、セラによる虐殺を生き延びたカリフォルニアのインディアンたちだった。その中の一人であるルパート・コストは、1987年に妻と共に『The Missions of California : a legacy of genocide』を発表。セラの残虐行為の詳細を丹念な分析で追ったこの書籍は、ローマ教会を慌てさせた。結果、ローマ教会は翌年にセラを列福はしたが、「聖人」への列聖は長い間見送られたままだった。ローマ教皇フランシスコが初めてアメリカ合衆国を訪問した時の2015年9月23日、フニペロ・セラを列聖に加えた。